# Heartbeat (альбом Dorofeeva)
Heartbeat (укр. Серцебиття) — другий студійний альбом української співачки Dorofeeva, який вийшов 26 вересня 2024 року на лейблі Pomitni.

## Історія виходу
18 квітня 2024 року Надія Дорофєєва спільно з українським стрімером та блогером Михайло Лебігою випустила сингл «А я все плакала», що став одинадцятою піснею на альбомі. 20 червня 2024 року разом з виходом пісні «Хартбіт» Надія Дорофєєва анонсувала свій однойменний другий студійний альбом.

## Список пісень
| #     | Назва                                | Автор                                                   | Тривалість |
| ----- | ------------------------------------ | ------------------------------------------------------- | ---------- |
| 1.    | «Нітрогліцерин»                      | Надія Дорофєєва Владислав Лібенсон Михайло Кацурін      | 2:33       |
| 2.    | «Хартбіт»                            | Дорофєєва Кацурін Павло Білоусов                        | 3:07       |
| 3.    | «Немає мережі»                       |                                                         | 2:38       |
| 4.    | «Колискова 2022»                     |                                                         | 2:41       |
| 5.    | «Там де ти»                          |                                                         | 2:18       |
| 6.    | «Паролі»                             |                                                         | 2:38       |
| 7.    | «Спекотно» (за участю OTOY)          |                                                         | 2:37       |
| 8.    | «Ми більше не друзі»                 |                                                         | 2:47       |
| 9.    | «Вкрали (Мамо)»                      |                                                         | 2:53       |
| 10.   | «Спитай у чата джипіті»              |                                                         | 2:32       |
| 11.   | «А я все плакала» (за участю LEBIGA) | Дорофєєва Лібенсон Михайло Лебіга Кацурін Іван Клименко | 2:30       |
| 12.   | «Гість»                              |                                                         | 2:48       |
| 32:02 |                                      |                                                         |            |